# 왕정웨이
왕정웨이(왕정위, 王正伟, 1957년 6월 ~ )는 중화인민공화국의 정치인이다. 후이족 출신이며, 닝샤 후이족 자치구 주석을 역임했다. 현재 제12기 중국인민정치협상회의 부주석이자 국가민족사무위원회 주임 겸 당조서기이다.

## 생애
왕정웨이는 1974년 고등학교 졸업후 고향에 돌아와 일을 했고, 향 회계와 청년단 지부 서기를 지냈다. 1976년 9월 닝샤 후이족 자치구 퉁신현 왕퇀진에서 수자원 보전 전문가로 일을 했다. 1977년 재수로 대학 입학 시험을 통과하여 닝샤대학 중국문학부에 입학했다. 1981년 중국 공산당에 입당했고 대학 졸업 후에 퉁신현 현위원회 선전부에서 근무했다. 1984년 1월 닝샤 후이족 자치구 당위원회에 들어가 판공청 부처급 비서를 지냈다. 자치구 당위원회 정책연구실 판공실 부주임을 거쳐 정책연구실 부주임과 자치구 당위원회 선전부 상무위원회 부부장, 부장, 자치구 당위원회 상무위원, 선전부 부장, 중국공산당 인촨시 시위원회 서기 등을 지냈다.
1979년 이래 왕정웨이는 후이족 경제와 문화 연구 등 다양한 분야의 학술 출판에 전념했다. 1988년 터키로부터 초청을 받아 이슬람 국제 문화 심포지엄에 참여했고 1990년 이후 이슬람 경제 문화에 강한 관심을 보였다. 2000년 9월 왕웨이는 중앙민족대학교 소수민족경제연구소에 들어가 쓰정이(施正一) 교수의 지도하에 이슬람경제제도로 박사 학위를 받았다. 2004년 닝샤 후이족 자치구 인민정부 상무 부주석 자리에 올랐고 2007년 주석대리가 되었다. 같은해 6월 중국공산당 닝샤 후이족 자치구 제10기 위원회 제1차 전체회의에서 닝샤 후이족 자치구 당위원회 부서기로 선출되었다. 2008년 1월, 닝샤 후이족 자치구 제10기 인민대표대회 제1차 전체회의에서 자치구 인민정부 주석으로 선출되었다.
2013년 3월, 왕웨이는 제12기 전국정협 부주석과 국가민족사무위원회 주임, 당조서기로 선출되었다. 2015년 4월 중국공산당 중앙통전부 부부장을 지냈다. 2016년 3월 중국공산당 중앙통전부 부부장과 민위 당조서기에 올랐고 같은해 4월 국가민족사무위원회 주임에서 물러나 민위 역사상 가장 단명한 주임으로 기록되었다. 2018년 4월 제13기 전국정협 부주석으로 선출되었다.